# 打獵季節4
《打獵季節4》（英語：Open Season: Scared Silly），是一部2015年美國電腦動畫片。本片為《打獵季節》、《打獵季節2》及《打獵季節3》的續集電影，由David Feiss執導並由索尼影视娱乐製作和發行。其配音员包括Donny Lucas、Will Townsend与Melissa Sturm及其他配音员。

## 配音員
| 配音              | 配音   | 角色                       |
| 英版              | 台版   | 角色                       |
| ----------------- | ------ | -------------------------- |
| 唐尼·盧卡斯       |        | 布穀（Boog）               |
| Will Townsend     | 劉傑   | 愛鹿特（Elliot）           |
| Will Townsend     | 夏治世 | 臘腸先生（Mr. Weenie）     |
| Melissa Sturm     |        | 吉賽爾（Giselle）          |
| 布瑞恩·德拉蒙德   | 康殿宏 | 伊恩（Ian）                |
| 布瑞恩·德拉蒙德   |        | 萊利（Reilly）             |
| 布瑞恩·德拉蒙德   |        | （Tree-Hugger Man）        |
| Lee Tockar        | 劉傑   | 巴帝（Buddy）              |
| Lee Tockar        | 李香生 | 妙酷鼠（McSquizzy）        |
| Peter Kelamis     |        | 阿吉（Serge）              |
| Trevor Devall     |        | 煞星（Shaw）               |
| Trevor Devall     | 夏治世 | 狼人（Werewolf）           |
| Lorne Cardinal    |        | 戈帝（Gordy）              |
| 蓋瑞·查克         |        | 艾德（Ed）                 |
| 凱斯琳·巴爾       |        | 芭比（Bobbie）             |
| 凱斯琳·巴爾       |        | 艾德娜（Edna）             |
| 凱斯琳·巴爾       |        | （Tree-Hugger Lady）       |
| Shannon Chan-Kent |        | 蘿絲（Rosie）              |
| Shannon Chan-Kent |        | 瑪莎（Marcia）             |
| Michelle Murdocca |        | 瑪麗亞（Maria）            |
| 弗兰克·维尔克     |        | （Animals' vocal effects） |
| Matthew W. Taylor |        | 其他角色                   |

## 外部連結
- 官方网站
- 互联网电影数据库（IMDb）上《打獵季節4》的资料（英文）
- 大卡通資料庫上《打獵季節4》的資料（英文）

- 爛番茄上《打獵季節4》的資料（英文）
- Box Office Mojo上《打獵季節4》的資料（英文）